# Joël Mône
Pour les articles homonymes, voir Mone (homonymie).
 (septembre 2013).
Joël Mône, né à Bône, en Algérie, le 10 décembre 1950 est un artiste, auteur de vitraux contemporains. 

## Jeunesse et débuts
Né à Bône, en Algérie, le 10 décembre 1950, Joël Mône arrive en France à l'âge de douze ans. Il voyage en Afrique, se destine pour la mécanique, puis finalement, se forme au dessin industriel. En 1977, il rencontre à Lyon le maître verrier Joséphine Lamy Paillet qui lui transmettra son savoir-faire et sa conception de la relativité de la couleur dans le vitrail.

### Influences
Pour Joël Mône, le vitrail est un art majeur qui possède une dimension qui lui est propre : la transparence.[Interprétation personnelle ?]
Ses créations ont été enrichies à travers maintes influences : Mondrian pour les rapports de masses et de couleurs, Escher pour le trompe-l’œil, et surtout par Monet pour son travail sur la diffraction de la lumière d’une part, et par ses maîtres Joséphine Lamy-Paillet et Marc Lamy d'autre part, qui lui ont transmis leur admiration pour les maîtres verriers du XIIIe siècle et plus particulièrement pour Henri de Nivèle (XIVe siècle) et Lucien Bégule (fin XIXe siècle début XXe siècle). Ses créations mettent ainsi en scène la couleur, la perspective et la transparence, qui ne peut se voir qu’en regardant un vitrail transparent.[réf. nécessaire]

### La vision d'un métier[non neutre]
- Si vous ne connaissez pas le sujet, laissez ce bandeau (vous pouvez alors contacter les auteurs).
- Si vous supprimez le contenu mis en cause (vous pouvez préalablement contacter les auteurs),

argumentez précisément cette suppression dans la page de discussion
(un manque de référence n'est pas un argument ; une recherche réelle de référence doit avoir été effectuée, être formellement documentée).
La production des vitraux de Joël Mône est faite de technique traditionnelle axée sur la transparence, la coloration et la puissance lumineuse. C’est la trace de l’influence de son maître Joséphine Lamy-Paille (voir les vitraux de l’église Saint-Bonaventure à Lyon). Les fonds sont généralement bleus et clairs, les sujets sont multicolores et de tons soutenus. L’iconographie semble absente (seulement en apparence). Le principe utilisé est celui de l’hypnose ou de la prestidigitation : attirer l’attention sur un sujet  particulier pour mieux faire accepter ce qui lui tient à cœur, voir par exemple : «  Le Christ aux outrages » dans la sacristie de Saint-Fons. Les réalisations sont monumentales, c'est-à-dire qu’elles ne s’encombrent pas du cadre restreint des fenêtres mais en englobent plusieurs, voire toutes, en les intégrant à l’ensemble de l’œuvre. Joël Mône est très influencé par Vasarely et surtout Escher. Leurs recherches sur la perspective et le trompe-l’œil le fascinent et n’ont jamais été utilisées en vitrail. On enseigne que la perspective est incompatible avec la transparence. Les vitraux-tableaux du XIXe siècle ont été dépolis, d’ailleurs, afin de permettre la perspective de dessin. L’originalité de ces vitraux est donc de trouver dans la surface plane de la fenêtre, les effets que permet la perspective.

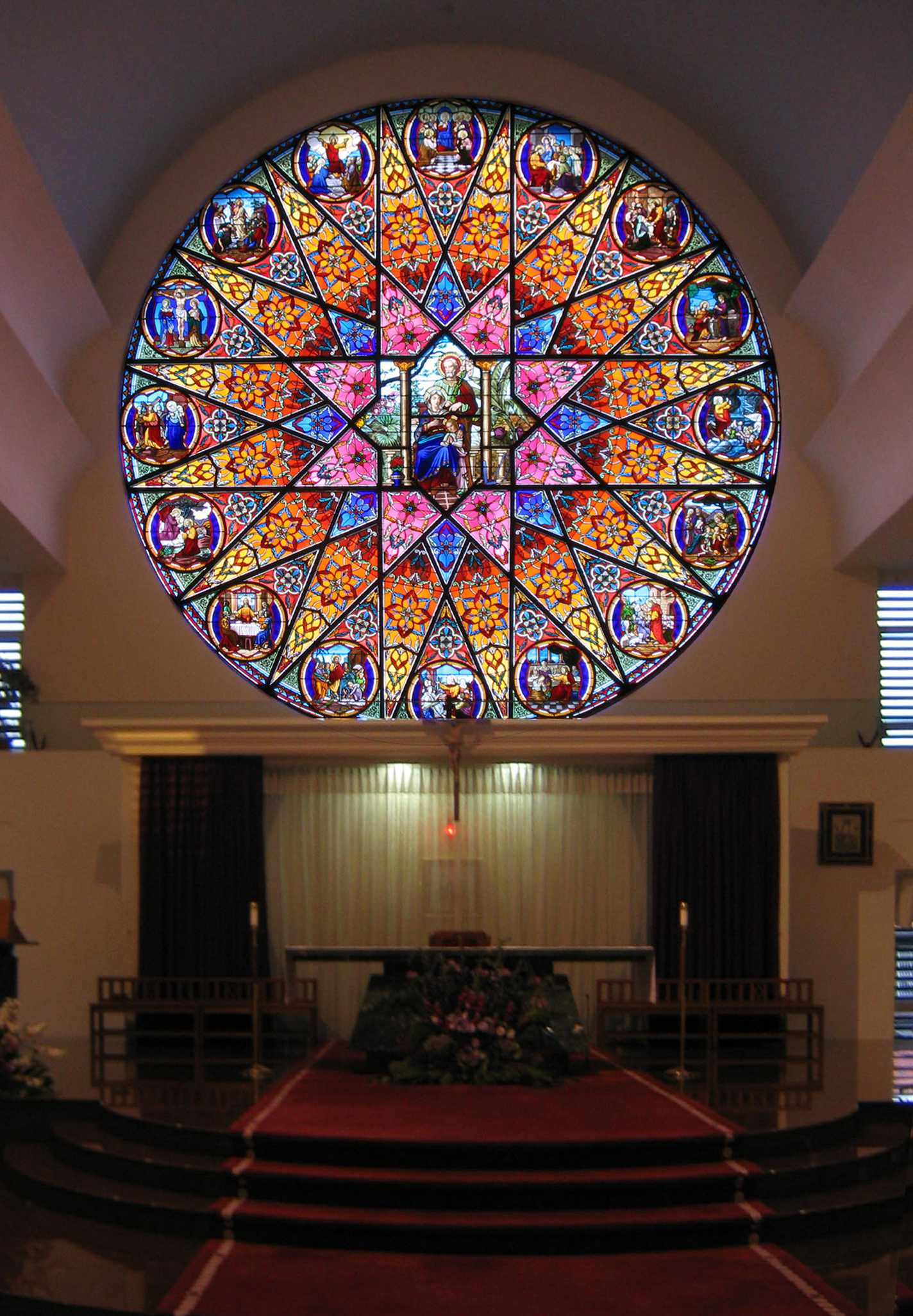
Rose de la Sainte Famille à Singapour en 1998

### Le caractère innovant de ses œuvres[non neutre]
Toujours prêt à relever le défi qu’énonce l’interdiction de la «perspective transparence », ses réalisations prouvent qu’en suivant certaines règles, c’est encore avec la lumière et la transparence que le trompe-l’œil est le plus saisissant.[Interprétation personnelle ?]

### Son savoir faire[non neutre]
- Si vous ne connaissez pas le sujet, laissez ce bandeau (vous pouvez alors contacter les auteurs).
- Si vous supprimez le contenu mis en cause (vous pouvez préalablement contacter les auteurs),

argumentez précisément cette suppression dans la page de discussion
(un manque de référence n'est pas un argument ; une recherche réelle de référence doit avoir été effectuée, être formellement documentée).
En vitrail traditionnel, fait de verre et de plomb, la technique utilisée est la plus archaïque qui soit : la couleur est donnée par le verre qui est teinté dans la masse (les verreries peuvent lui fournir plus de 2000 couleurs de base et des centaines de nuances par couleur en verre soufflé à la bouche, pâte de verre ou verres industriels). Les peintures appelées « grisailles ou émaux » sont là pour filtrer ou occulter la lumière. Ces peintures sont utilisées avec parcimonie. Les barlotières, les vergettes (armatures) et le plomb par ses différentes largeurs, font partie intégrante du graphisme et n’apparaissent jamais comme une contrainte technique. Chaque pièce de verre choisie est dans la mesure du possible, unique dans sa teinte.

## Créations
- Église Saint-Martin de Romilly-sur-Seine (Aube) - L'eau et la Lumière - (2012) 202 m2 en cours de réalisation en collaboration avec l'atelier Vitrail Saint-Georges
- Collégiale Saint-Martin de Bollène (Vaucluse) (2012) 35 m2 Architecte ACMH Didier Reppelin en cours de réalisation en collaboration avec l'atelier Vitrail Saint-Georges
- Chapelle Notre-Dame de Haute Lumière au Col des Saisies sur la commune de Hauteluce (Savoie) - La vie de Notre Dame - (2008) 20 m2, en cours de réalisation en collaboration avec l'atelier Vitrail Saint-Georges
- Holy Family Church à Singapour - La Sainte Famille - (1998) 50 m2 Vitrail de type Saint-Sulpicien. Rose de 8 mètres de diamètre. Church of the Holy Family, Singapor
- Notre-Dame du Rosaire à Saint-Fons (Rhône)- La Clef de sol - (1994) 20 m2 « Les Vitraux de Saint-Fons »
- Église de Marols (Loire) - L'arrivée de la Colombe de la Paix - (1994) 4 m2 Église Saint-Pierre de Marols
- Église de Souternon (Loire) - Les Colombes - (1993) 5 m2 Église de Souternon
- Chijmes à Singapour - Holy Infant Jesus - (1990) 70 m2 en création XIXe siècle et 110 m2 en restauration The Convent of Holy Infant Jesus

### Autres
- 2011 « Expert auprès des tribunaux de la cour d'appel de Lyon », sur Cours d'appel de Lyon
- 2009 « Griffe Lyonnaise 2009 »
- 1998 « Inscription à la Maison des artistes » N°M262728

## Publications
- Joël Mône, Le Vitrail : Perspective de la transparence (ISBN 978-2-9531000-0-6)
- Joël Mône, Le Vitrail : Le montage en pièces carrés (ISBN 978-2-9531000-13)